# ピクシーナイト
ピクシーナイト（欧字名:Pixie Knight 香:妙發靈機、2018年5月14日 - ）は、日本の競走馬。主な勝ち鞍は2021年のスプリンターズステークス、シンザン記念。
馬名の由来は「母名の一部＋騎士」より。

## 戦績

### デビュー前
2018年5月14日、北海道安平町のノーザンファームで誕生。一口馬主法人シルクレーシングから総額3200万円（一口64,000円×500口）で募集された。ノーザンファーム早来で育成の後、栗東の音無秀孝厩舎に入厩した。

### 2歳（2020年）
9月26日、中京競馬場で行われた2歳新馬戦に福永祐一鞍上で出走。レースでは外から先頭に立つとそのまま押し切り、人気に応えてデビュー勝ちを収めた。
次走の秋明菊賞（1勝クラス）でも1番人気に推されたが、出遅れもあって3着に敗れ、当年を終えた。

### 3歳（2021年）
年明け初戦にはシンザン記念を選択し、4番人気に支持された。レースでは好スタートから先手を奪うと、先頭を譲らず逃げ切って優勝。重賞初制覇を果たした。この勝利でモーリス産駒の重賞初制覇と共に、鞍上の福永祐一はJRA通算2400勝を達成した。
続いてNHKマイルカップを目指し、トライアルのアーリントンカップに出走。2番人気に推され、レースでは前走同様先手を取り逃げ切りを図るも4着に敗れた。続くNHKマイルカップでも三度逃げを打つが直線で馬群に飲まれ12着と初の二桁着順となる惨敗に終わった。
NHKマイル後は初の古馬との対戦、1200ｍ戦となったCBC賞に2番人気で出走。レースでは中団から競馬を進め、直線で伸びるも日本レコードで逃げ切ったファストフォースを半馬身差交わせず2着に敗れた。
続いてセントウルステークスに出走、6番手から直線で鋭く脚を伸ばし、レシステンシアにクビ差の2着に入った。
10月3日に中山競馬場で行われたスプリンターズステークスでは、スタートで先行すると直線でレシステンシアを破りGI初制覇。父モーリス産駒として初めてのGI勝利となり、1984年のグレード制導入後ではJRA初となる曾祖父グラスワンダーからの父子4代GI制覇を達成した。また、3歳馬によるスプリンターズステークス勝利は2007年アストンマーチャン以来となる14年ぶり、3歳牡馬としては1998年マイネルラヴ以来である。ロベルト系がスプリンターズステークスを制したのも初めての事であった。

#### 香港スプリントでの落馬事故
12月12日、香港・沙田競馬場で行われた香港スプリントに福永祐一を鞍上に迎えて出走。直線に向いたところでアメージングスターが故障・落馬し、ラッキーパッチ、ナブーアタックと共にそれに巻き込まれる形で福永が落馬して競走中止となった。近い位置を走っていたダノンスマッシュも影響を受けたがよろけた程度で転倒は免れ、コースの外側へ避けたことで難を逃れている。事故後一時は無傷であるとの報もあったが、時間経過とともに左前膝と右トモに腫れが生じてきたためレントゲン検査を受けたところ、左前脚の橈側手根骨に剥離骨折が判明したとシルクホースクラブが発表した。香港から帰国後の12月22日、栗東トレーニングセンター診療所にて骨片除去とボルト固定の手術を受けた。手術は無事に成功したものの、全治期間は未定であった。

### 4歳（2022年）
香港スプリントでの骨折の治療のため、4歳時は1年間ノーザンファームで休養した。
7月にトレッドミルによる常歩を開始。その後、速脚を取り入れ、さばきが軽快になってきたことから、9月にキャンターに移行し、10月21日に放牧先のノーザンファームで落馬後に初めて牧場スタッフがまたがって坂路入りを再開したことが発表された。この際、翌年の復帰を目指していることが発表された。

### 5歳（2023年）
1月27日に福島県のノーザンファーム天栄に移動、1月28日に栗東トレーニングセンターに帰厩して復帰を目指すことが発表された。
音無調教師は「状態を確認するために早めに戻します。牧場では順調に進めてこられています。高松宮記念は使いたいと思っています」と語っている。
2月26日の阪急杯で復帰予定だったが、回避。1ヶ月後の高松宮記念で復帰する。これまで手綱をとっていた福永祐一が調教師転身で引退したため、戸崎圭太に乗り替わるも13着に終わる。
その後は京王杯スプリングカップ、セントウルステークス、スプリンターズステークスといずれも8着に敗れ、12月23日の阪神カップではバウルジャン・ムルザバエフが騎乗して15着となったレースが現役最終戦となり、同月27日、現役引退がシルクホースクラブより発表された。引退後は北海道日高町のブリーダーズ・スタリオン・ステーションで種牡馬として供用される。

## 競走成績
以下の内容はnetkeiba.comおよび香港ジョッキークラブの情報に基づく。
| 競走日     | 競馬場 | 競走名          | 格   | 距離（馬場）  | 頭 数 | 枠 番 | 馬 番 | オッズ （人気） | 着順 | タイム （上がり3F） | 着差 | 騎手            | 斤量 [kg] | 1着馬（2着馬）     | 馬体重 [kg] |
| ---------- | ------ | --------------- | ---- | ------------- | ----- | ----- | ----- | --------------- | ---- | ------------------- | ---- | --------------- | --------- | ------------------ | ----------- |
| 2020.09.26 | 中京   | 2歳新馬         |      | 芝1400m（良） | 11    | 7     | 8     | 001.70（1人）   | 01着 | R1:23.4（34.6）     | -0.1 | 0福永祐一       | 54        | （エアシュラブ）   | 528         |
| 0000.11.23 | 阪神   | 秋明菊賞        | 1勝  | 芝1400m（良） | 11    | 3     | 3     | 002.70（1人）   | 03着 | R1:21.7（35.8）     | -0.4 | 0福永祐一       | 55        | ブルースピリット   | 538         |
| 2021.01.10 | 中京   | シンザン記念    | GIII | 芝1600m（良） | 15    | 7     | 12    | 013.00（4人）   | 01着 | R1:33.3（35.2）     | -0.2 | 0福永祐一       | 56        | （ルークズネスト） | 536         |
| 0000.04.17 | 阪神   | アーリントンC   | GIII | 芝1600m（重） | 18    | 4     | 8     | 004.30（2人）   | 04着 | R1:34.6（35.4）     | -0.4 | 0福永祐一       | 56        | ホウオウアマゾン   | 530         |
| 0000.05.09 | 東京   | NHKマイルC      | GI   | 芝1600m（良） | 18    | 8     | 18    | 015.10（6人）   | 12着 | R1:32.9（36.0）     | -1.3 | 0福永祐一       | 57        | シュネルマイスター | 532         |
| 0000.07.04 | 小倉   | CBC賞           | GIII | 芝1200m（良） | 13    | 7     | 11    | 004.40（2人）   | 02着 | R1:06.1（33.3）     | -0.1 | 0福永祐一       | 53        | ファストフォース   | 528         |
| 0000.09.12 | 中京   | セントウルS     | GII  | 芝1200m（良） | 17    | 8     | 15    | 004.60（2人）   | 02着 | R1:07.2（33.3）     | -0.0 | 0福永祐一       | 54        | レシステンシア     | 536         |
| 0000.10.03 | 中山   | スプリンターズS | GI   | 芝1200m（良） | 16    | 2     | 4     | 005.30（3人）   | 01着 | R1:07.1（33.4）     | -0.3 | 0福永祐一       | 55        | （レシステンシア） | 538         |
| 0000.12.12 | 沙田   | 香港スプリント  | G1   | 芝1200m（良） | 12    | 8     | 2     | 005.40（3人）   |      | 競走中止            |      | 0福永祐一       | 57        | Sky Field          | 528         |
| 2023.03.26 | 中京   | 高松宮記念      | GI   | 芝1200m（不） | 18    | 6     | 11    | 017.40（8人）   | 13着 | R1:12.9（36.4）     | -1.4 | 0戸崎圭太       | 58        | ファストフォース   | 530         |
| 0000.05.13 | 東京   | 京王杯SC        | GII  | 芝1400m（良） | 18    | 5     | 9     | 008.90（5人）   | 08着 | R1:20.7（33.5）     | -0.4 | 0戸崎圭太       | 58        | レッドモンレーヴ   | 524         |
| 0000.09.10 | 阪神   | セントウルS     | GII  | 芝1200m（良） | 15    | 6     | 10    | 006.60（4人）   | 08着 | R1:07.7（32.9）     | -0.5 | 0戸崎圭太       | 58        | テイエムスパーダ   | 534         |
| 0000.10.01 | 中山   | スプリンターズS | GI   | 芝1200m（良） | 16    | 2     | 3     | 016.00（7人）   | 08着 | R1:08.6（34.6）     | -0.6 | 0戸崎圭太       | 58        | ママコチャ         | 530         |
| 0000.12.23 | 阪神   | 阪神C           | GII  | 芝1400m（良） | 17    | 3     | 6     | 014.80（6人）   | 15着 | R1:20.2（35.9）     | -0.9 | 0B.ムルザバエフ | 58        | ウインマーベル     | 532         |

- 香港のオッズ・人気は香港ジョッキークラブのもの。

## 血統表
| ピクシーナイトの血統        | ピクシーナイトの血統                                             | ピクシーナイトの血統                                             | （血統表の出典）                                                 | （血統表の出典）    |
| 父系                        | ロベルト系                                                       | ロベルト系                                                       | ロベルト系                                                       | [ § 2 ]             |
| 父 モーリス 2011 鹿毛       | 父の父スクリーンヒーロー 2004 栗毛                               | *グラスワンダー                                                  | Silver Hawk                                                      | Silver Hawk         |
| 父 モーリス 2011 鹿毛       | 父の父スクリーンヒーロー 2004 栗毛                               | *グラスワンダー                                                  | Ameriflora                                                       |                     |
| 父 モーリス 2011 鹿毛       | 父の父スクリーンヒーロー 2004 栗毛                               | ランニングヒロイン                                               | *サンデーサイレンス                                              | *サンデーサイレンス |
| 父 モーリス 2011 鹿毛       | 父の父スクリーンヒーロー 2004 栗毛                               | ランニングヒロイン                                               | ダイナアクトレス                                                 |                     |
| 父 モーリス 2011 鹿毛       | 父の母メジロフランシス 2001 鹿毛                                 | カーネギー                                                       | Sadler's Wells                                                   | Sadler's Wells      |
| 父 モーリス 2011 鹿毛       | 父の母メジロフランシス 2001 鹿毛                                 | カーネギー                                                       | Detroit                                                          |                     |
| 父 モーリス 2011 鹿毛       | 父の母メジロフランシス 2001 鹿毛                                 | メジロモントレー                                                 | *モガミ                                                          | *モガミ             |
| 父 モーリス 2011 鹿毛       | 父の母メジロフランシス 2001 鹿毛                                 | メジロモントレー                                                 | メジロクインシー                                                 |                     |
| 母 ピクシーホロウ 2010 鹿毛 | 母の父キングヘイロー 1995 鹿毛                                   | *ダンシングブレーヴ                                              | Lyphard                                                          | Lyphard             |
| 母 ピクシーホロウ 2010 鹿毛 | 母の父キングヘイロー 1995 鹿毛                                   | *ダンシングブレーヴ                                              | Navajo Princess                                                  |                     |
| 母 ピクシーホロウ 2010 鹿毛 | 母の父キングヘイロー 1995 鹿毛                                   | *グッバイヘイロー                                                | Halo                                                             | Halo                |
| 母 ピクシーホロウ 2010 鹿毛 | 母の父キングヘイロー 1995 鹿毛                                   | *グッバイヘイロー                                                | Pound Foolish                                                    |                     |
| 母 ピクシーホロウ 2010 鹿毛 | 母の母ラインレジーナ 2002 栗毛                                   | サクラバクシンオー                                               | サクラユタカオー                                                 | サクラユタカオー    |
| 母 ピクシーホロウ 2010 鹿毛 | 母の母ラインレジーナ 2002 栗毛                                   | サクラバクシンオー                                               | サクラハゴロモ                                                   |                     |
| 母 ピクシーホロウ 2010 鹿毛 | 母の母ラインレジーナ 2002 栗毛                                   | *シンコウエンジェル                                              | *オジジアン                                                      | *オジジアン         |
| 母 ピクシーホロウ 2010 鹿毛 | 母の母ラインレジーナ 2002 栗毛                                   | *シンコウエンジェル                                              | A Kiss for Luck                                                  |                     |
| 母系(F-No.)                 | (FN:3-d)                                                         | (FN:3-d)                                                         | (FN:3-d)                                                         | [ § 3 ]             |
| 5代内の近親交配             | Halo 5×4、Lyphard 5×4、Northern Dancer 5×5、ノーザンテースト 5×5 | Halo 5×4、Lyphard 5×4、Northern Dancer 5×5、ノーザンテースト 5×5 | Halo 5×4、Lyphard 5×4、Northern Dancer 5×5、ノーザンテースト 5×5 | [ § 4 ]             |
| 出典                        | 1. 2. 3. 4.                                                      | 1. 2. 3. 4.                                                      | 1. 2. 3. 4.                                                      | 1. 2. 3. 4.         |

- 半弟に2022年のラジオNIKKEI賞を制したフェーングロッテン（父：ブラックタイド）がいる。
- 4代母A Kiss for Luckは1983年の米G1・ヴァニティハンデキャップ優勝馬。
- その他の近親にウキヨノカゼ、ダノンカモン、クィーンズバーン、ゴールデンチェリー、ワイルドソルジャーなど。